# Калиновка (Ленинский район)
Кали́новка (до 1948 года Корпе́; укр. Калинівка, крымскотат. Körpe, Корьпе) — село в Ленинском районе (Автономной) Республики Крым, образует Калиновское сельское поселение (Калиновский сельсовет).

## Население
| 2001  | 2014  | 2015  | 2016  | 2017  | 2018  | 2019  |
| ----- | ----- | ----- | ----- | ----- | ----- | ----- |
| 2428  | ↘2304 | ↘2302 | ↗2304 | ↘2278 | ↘2259 | ↘2241 |
| 2020  | 2021  |       |       |       |       |       |
| ↗2242 | ↗2297 |       |       |       |       |       |

Всеукраинская перепись 2001 года показала следующее распределение по носителям языка
| Язык             | Процент |
| ---------------- | ------- |
| русский          | 58.15   |
| крымскотатарский | 27.8    |
| украинский       | 13.3    |
| другие           | 0.21    |

### Динамика численности
| - 1805 год — 64 чел. - 1864 год — 10 чел. - 1889 год — 115 чел. - 1926 год — 26 чел. - 1939 год — 49 чел. | - 1989 год — 2326 чел. - 2001 год — 2428 чел. - 2009 год — 2452 чел. - 2014 год — 2304 чел. |

## Современное состояние
На 2017 год в Калиновке числится 23 улицы, 1 переулок и территория урочище Насыр; на 2009 год, по данным сельсовета, село занимало площадь 321 гектар на которой, в 817 дворах, проживало 2452 человека. В селе действуют средняя общеобразовательная школа с дошкольным подразделением, сельский Дом культуры, библиотека, отделение Почты России, храм преподобного Виталия. Калиновка связана автобусным сообщением с райцентром, городами Крыма и соседними населёнными пунктами. В селе находится могила старшей медсестры хирургического госпиталя № 747 Ирины Николаевны Изерской, погибшей неподалёку 9 мая 1942 года, а также воинов и партизан, погибших в период проведения Керченско-Феодосийской десантной операции в декабре 1941 — январе 1942 года и во время освобождения села Корпе в апреле 1944 года. Также в Калиновке установлен памятный знак в честь воинов-односельчан, погибших в годы Великой Отечественной войны. В 1990-е годы оба памятника были реконструированы. Постановлением Совета министров Республики Крым № 627 от 20 декабря 2016 года оба памятника отнесены к категории объектов культурного наследия России.

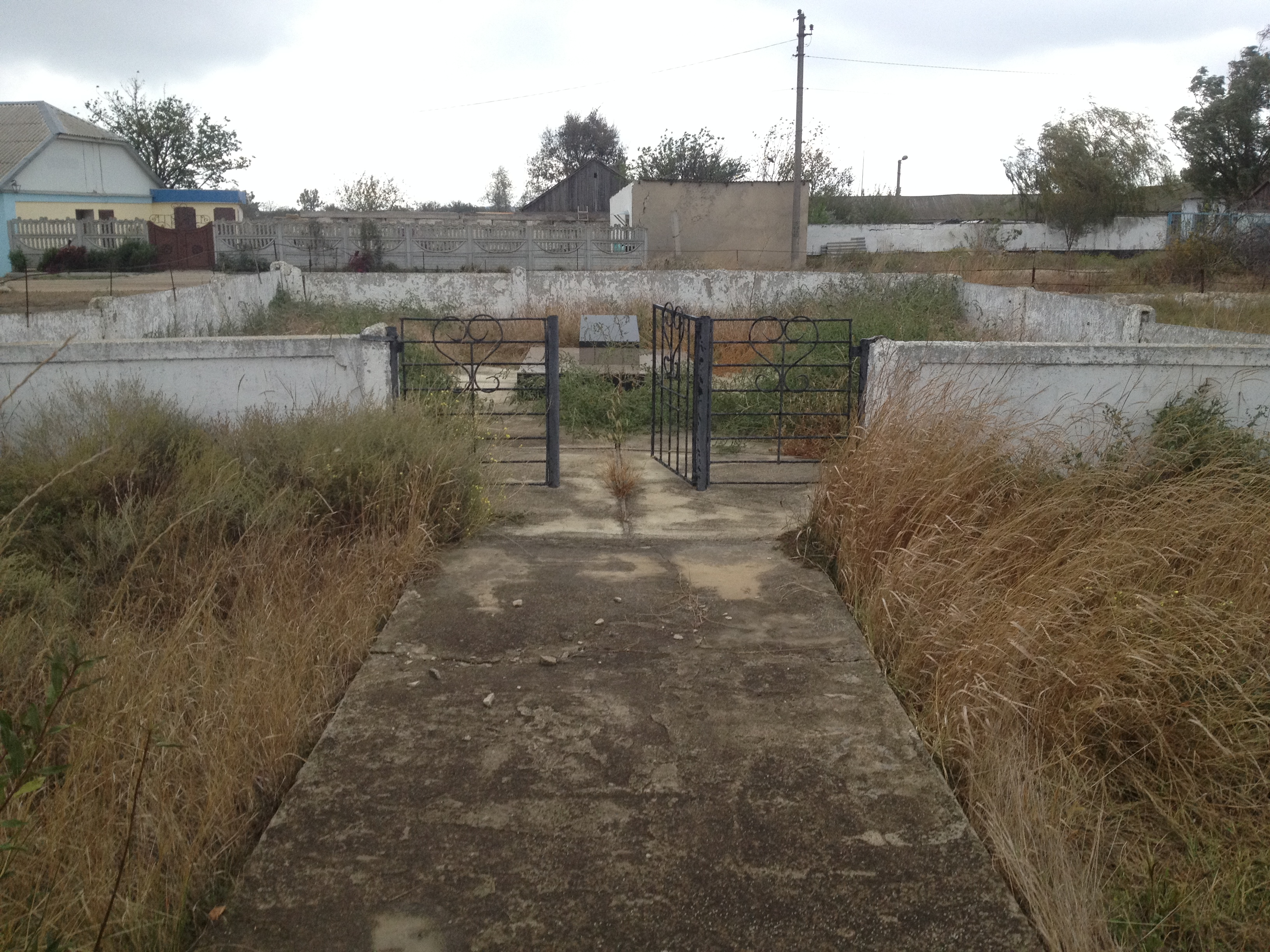
Братская могила Изерской и воинов и партизан.
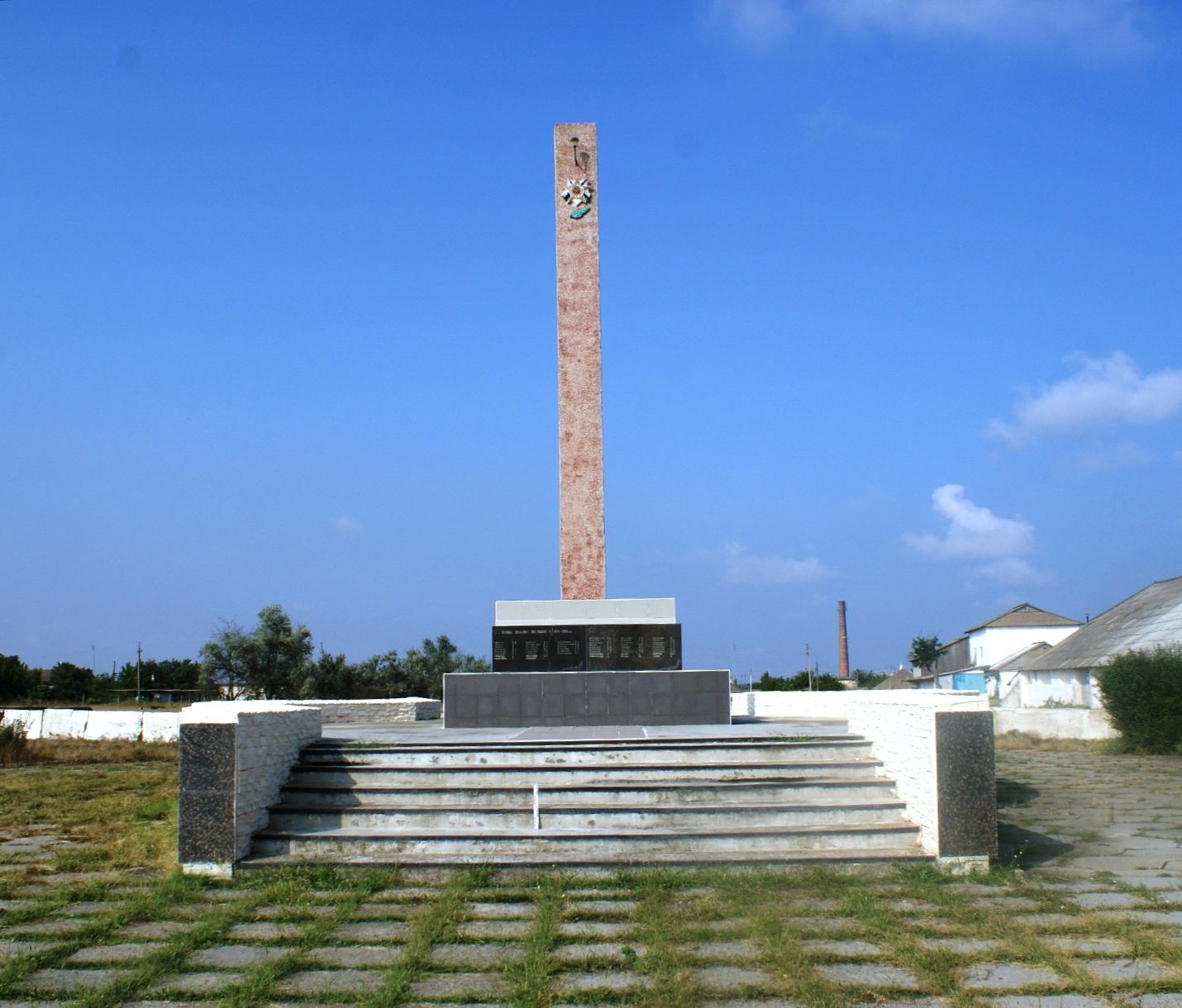
Памятный знак в честь воинов-односельчан.

## География
Калиновка расположена в северо-западной (равнинной) части Керченского полуострова, по правому берегу маловодной балки (реки) Семь Колодезей, в районе села превращённой в главный коллектор № 33 (ГК-33) Северо-Крымского канала. Находится примерно в 5 километрах (по шоссе) на север от районного центра Ленино, там же ближайшая железнодорожная станция Семь колодезей (на линии Джанкой — Керчь), высота центра села над уровнем моря — 8 м. Транспортное сообщение осуществляется по региональной автодороге 35Н-025 Ленино — Мысовое (по украинской классификации — С-0-10801).

## История
Первое документальное упоминание села встречается в Камеральном Описании Крыма… 1784 года, судя по которому, в последний период Крымского ханства Кюрфе входил в Арабатский кадылык Кефинского каймаканства. После присоединения Крыма к России (8) 19 апреля 1783 года, (8) 19 февраля 1784 года, именным указом Екатерины II сенату, на территории бывшего Крымского Ханства была образована Таврическая область и деревня была приписана к Левкопольскому, а после ликвидации в 1787 году Левкопольского — к Феодосийскому уезду Таврической области. После Павловских реформ, с 1796 по 1802 год, входила в Акмечетский уезд Новороссийской губернии. По новому административному делению, после создания 8 (20) октября 1802 года Таврической губернии, Корпе был включён в состав Парпачской волости Феодосийского уезда.
По Ведомости о числе селений, названиях оных, в них дворов… состоящих в Феодосийском уезде от 14 октября 1805 года, в деревне Корпей числилось 10 дворов и 64 жителя. На военно-топографической карте генерал-майора Мухина 1817 года деревня Корпе обозначена с 10 дворами. После реформы волостного деления 1829 года Корпе, согласно «Ведомости о казённых волостях Таврической губернии 1829 года», отнесли к Агерманской волости (переименованной из Парпачской). На карте 1836 года в деревне 14 дворов. Видимо, вследствие эмиграции крымских татар в Турцию, деревня опустела и на карте 1842 года Корпе обозначен условным знаком «малая деревня», то есть, менее 5 дворов.
В 1860-х годах, после земской реформы Александра II, деревню включили в состав Арма-Элинской волости Согласно «Памятной книжке Таврической губернии за 1867 год», деревня Корпе была покинута жителями в 1860—1864 годах, в результате эмиграции крымских татар, особенно массовой после Крымской войны 1853—1856 годов, в Турцию и заселена частью русскими из разных мест, а, по «Списку населённых мест Таврической губернии по сведениям 1864 года», составленном по результатам VIII ревизии 1864 года, Корпе — владельческий русский хутор с 2 дворами и 10 жителями при колодцах. По обследованиям профессора А. Н. Козловского начала 1860-х годов, в селении «все без исключения колодцы с весьма солёною водою, годною лишь для животных. Людьми же в пищу не употребляется». На трёхверстовой карте Шуберта 1865—1876 года в деревне Корпе обозначено 12 дворов. По «Памятной книге Таврической губернии 1889 года», по результатам Х ревизии 1887 года, в деревнях Корпе и Стабань, уже Петровской волости, вместе числилось 24 двора и 115 жителей. По «…Памятной книжке Таврической губернии на 1892 год» в безземельной деревне Корпе, не входившей ни в одно сельское общество, жителей и домохозяйств не числилось. На верстовой карте Крыма 1896 года обозначеныразвалины деревни Корпе. В «…Памятной книжке Таврической губернии на 1902 год» и в Статистическом справочнике Таврической губернии 1915 года деревня не числится.
После установления в Крыму Советской власти, по постановлению Крымревкома, 25 декабря 1920 года был образован Керченский (степной) уезд, а, постановлением ревкома № 206 «Об изменении административных границ» от 8 января 1921 года была упразднена волостная система и село вошло в состав Петровского района Керченского уезда, а в 1922 году уезды получили название округов. 11 октября 1923 года, согласно постановлению ВЦИК, в административное деление Крымской АССР были внесены изменения, в результате которых округа были отменены, Петровский район упразднили, влив в Керченский район. Согласно Списку населённых пунктов Крымской АССР по Всесоюзной переписи 17 декабря 1926 года, в селе Корпе Семи-Колодезянского сельсовета Керченского района имелось 5 дворов, все крестьянские, население составляло 26 человек (12 мужчин и 14 женщин), все татары. Постановлением ВЦИК «О реорганизации сети районов Крымской АССР» от 30 октября 1930 года (по другим сведениям 15 сентября 1931 года) Керченский район упразднили и село включили в состав Ленинского. По данным всесоюзной переписи населения 1939 года в селе проживало 49 человек.
В 1944 году, после освобождения Крыма от фашистов, согласно Постановлению ГКО № 5859 от 11 мая 1944 года, 18 мая крымские татары были депортированы в Среднюю Азию. С 25 июня 1946 года Курпе в составе Крымской области РСФСР. Указом Президиума Верховного Совета РСФСР от 18 мая 1948 года, Курпе переименовали в Калиновку. 26 апреля 1954 года Крымская область была передана из состава РСФСР в состав УССР. Время включения в Ильичёвский сельский совет пока не установлено: на 15 июня 1960 года село уже числилось в его составе. 18 февраля 1977 года образован Калиновский сельский совет. По данным переписи 1989 года в селе проживало 2326 человек. С 12 февраля 1991 года село в восстановленной Крымской АССР, 26 февраля 1992 года переименованной в Автономную Республику Крым. С 21 марта 2014 года в составе Крыма аннексирована Россией.